# Штайниген, Йенс
Йенс Штайниген (нем. Jens Steinigen; 2 сентября 1966, Диппольдисвальде, округ Карл-Маркс-Штадт, ГДР) — бывший немецкий биатлонист. Победитель Зимних Олимпийских игр 1992 в эстафете. Бронзовый призёр Чемпионата мира по биатлону в Боровце 1993 в эстафете и Чемпионата мира по биатлону в Кэнморе 1994 в командной гонке.
Впервые заявил о себе, став чемпионом мира среди юниоров в 1985 году. В Кубке мира по биатлону начал выступления в сезоне 1986/1987. Сезон 1991-1992 принес первые серьезные успехи в Кубке мира, Йенс одержал победы в индивидуальной гонке в Хохфильцене и спринте в Рупольдинге. В 1992 году принял участие в Зимних олимпийских играх, где выиграл золотую медаль в эстафете. В личных гонках он показал 6-й результат в спринте и 29-й в индивидуальной гонке. По итогам сезона занял 22-е место в  общем зачете Кубка мира. Сезон 1992/1993 стал для него лучшим в Кубке мира, где в общем зачете он занял 8-е место. В этом же сезоне он дважды становился бронзовым призёром на этапах Кубка мира: в индивидуальной гонке в Поклюке и спринте в Контиолахти. В 1993 году он принял участие в Чемпионате мира в Боровце. В эстафете завоевал бронзовую медаль, а в индивидуальной гонке занял 33-е место. В 1994 году он принял участие в своей второй Олимпиаде. В Лиллехаммере в индивидуальной гонке Йенс лидировал после второго огневого рубежа и в итоге занял 5-е место. Однако в состав эстафетной команды он не пробился. В том же 1994 году на Чемпионате мира в командной гонке Йенс в составе сборной Германии занял 3-е место. Начиная с сезона 1994/1995 его спортивные результаты пошли на спад, и в 1996 году он завершил выступления в Кубке мира.
По итогам выступлений в Кубке мира и Чемпионате мира в личных гонках он 12 раз попадал в первую десятку, из них 2 раза был на подиуме.

## Кубок мира
- 1986—1987 — 30-е место
- 1991—1992 — 22-е место
- 1992—1993 —  8-е место
- 1993—1994 — 32-е место
- 1994—1995 — 17-е место
- 1995—1996 — 41-е место